# Thomas J. Watson

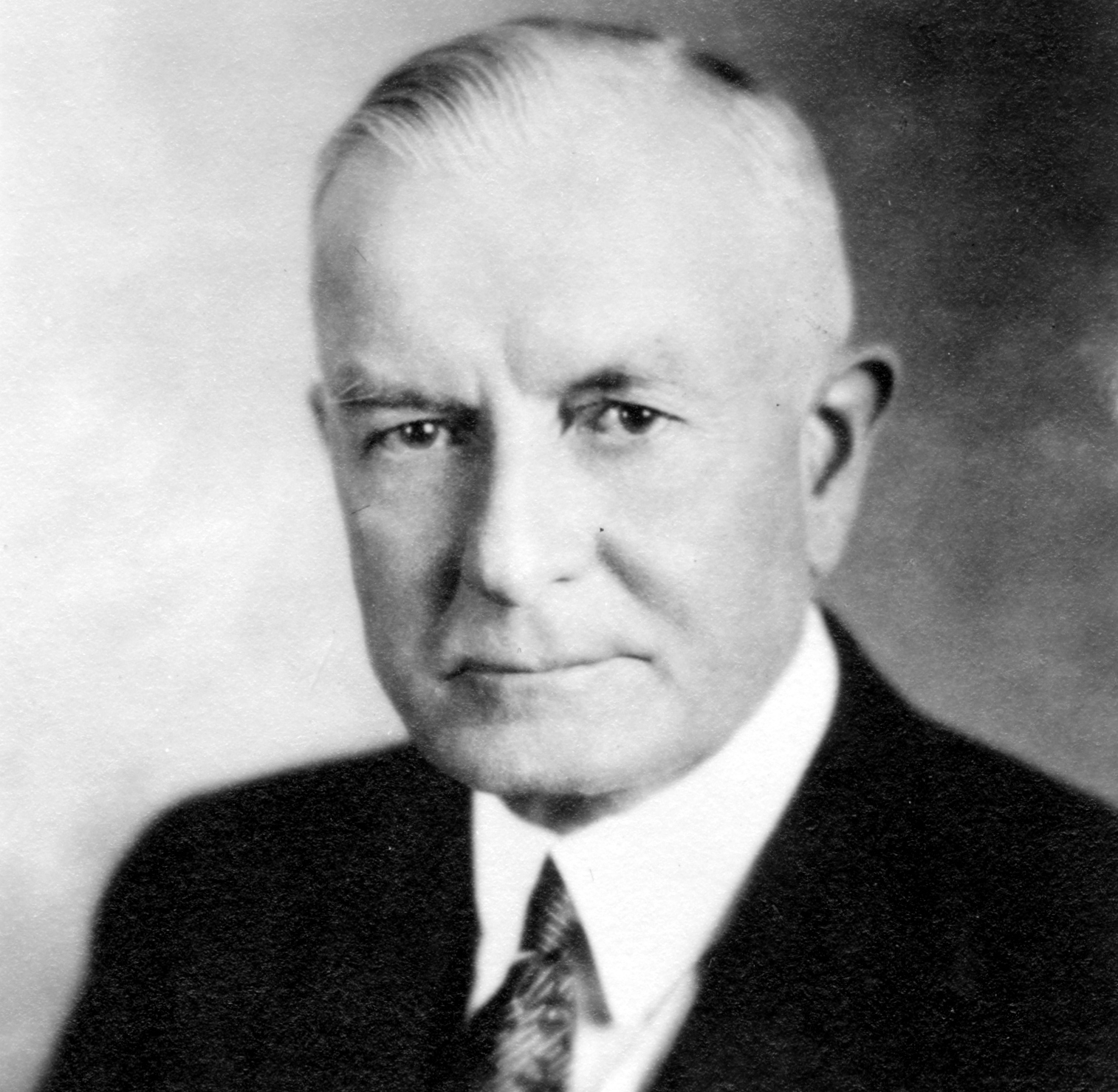
Thomas J. Watson (1920er Jahre)

Thomas John Watson, Sr. (* 17. Februar 1874 in Campbell, New York; † 19. Juni 1956 in New York City) war ein US-amerikanischer Unternehmer und bis 1956 Vorstandsvorsitzender von IBM. Er war einer der reichsten Männer seiner Zeit und wurde bei seinem Tod als der weltbeste Verkäufer bezeichnet. Die unter seiner Leitung bei IBM eingeführten Organisationsmethoden beeinflussten Generationen von Managern.

## Frühe Jahre
Thomas John Watson entstammte einer sehr religiösen Familie schottischer Auswanderer, die in den 1840er Jahren in die USA einreisten. Sein Vater Thomas Watson war im Holzgeschäft tätig, die Mutter Jane Fulton White (verwandt mit Robert Fulton) war Lehrerin. Thomas J. Watson hatte vier Schwestern: Effie, Jennie, Emma und Louella.
Watsons Berufsausbildung bestand aus einem einzigen Buchhaltungskurs an der Miller School of Commerce, einer Handelsschule, den er im Mai 1892 abschloss. Seine erste Stelle trat er mit 18 Jahren an, als Buchhalter in Clarence Risley's Market in Painted Post (New York). Später verkaufte er für einen örtlichen Krämer namens Bronson Nähmaschinen und Musikinstrumente (vor allem Orgeln und Klaviere) auf Kommissionsbasis, bevor er im Oktober 1895 Provisionsvertreter bei der National Cash Register Company (NCR) in Buffalo wurde. Dort erreichte er so gute Verkaufsquoten, dass er 1899 als Verkaufsvertreter nach Rochester abkommandiert wurde, wo er mit seiner gesamten Familie ein Haus bezog. In wenigen Monaten führte er den schlechtesten Verkaufsbezirk der NCR unter die Top Ten der internen Rangliste. Bis Oktober 1903 verblieb er in dieser Position, bis NCR-Gründer John Henry Patterson ihn für höhere Aufgaben auserkor: Ausgestattet mit einer Million Dollar sollte er einen Pseudo-Konkurrenten von NCR aufbauen, der durch den Handel mit gebrauchten Registrierkassen allen anderen Gebrauchthändlern das Leben schwer machen sollte. Diese Aufgabe erfüllte er bis 1907 so erfolgreich, dass sein Unternehmen einen Großteil des Gebrauchtmarktes erobern konnte.
1908 wurde er Mitglied des Vorstands der NCR und zweitmächtigster Mann der Firma nach Patterson. Entschlossen, die entmutigten Mitarbeiter des Außendienstes zu motivieren, erdachte er für einen Vortrag das Motto THINK (Denke!), das später zu einem weithin bekannten Symbol der IBM wurde.
1913 wurde Watson wegen illegaler wettbewerbswidriger Verkaufspraktiken verurteilt. So soll er seine Leute veranlasst haben, defekte Registrierkassen (entweder gebrauchte NCR-Kassen oder solche von der Konkurrenz) zu verkaufen. Diese Kassen versagten bald ihren Dienst – und schon tauchte ein NCR-Vertreter auf, um eine nagelneue Kasse zu verkaufen. Er wurde ebenso wie Patterson, immer noch Eigentümer von NCR, zu einem Jahr Gefängnis verurteilt. Die Verurteilung war in der Öffentlichkeit unpopulär, weil Patterson und Watson den Opfern der Flut von Dayton (Ohio) im Jahr 1913 geholfen hatten. Versuche, eine Begnadigung durch Präsident Woodrow Wilson zu erreichen, blieben ohne Erfolg. 1915 hob ein Berufungsgericht das Urteil mit der Begründung auf, dass wichtige Beweismittel der Verteidigung nicht zugelassen worden waren – zu diesem Zeitpunkt war Watson schon lange nicht mehr bei der NCR. Noch 1913 wurde er von Patterson gefeuert.
Am 17. April 1913 heiratete Watson Jeanette M. Kittredge. Das Paar hatte zwei Söhne und zwei Töchter. Beide Söhne folgten ihm in das Unternehmen und brachten es bei IBM zu führenden Positionen. Der ältere Sohn war Thomas J. Watson, Jr.,  der jüngere Sohn, Arthur K. Watson, wurde Präsident der IBM World Trade Corporation.

## Chef der IBM

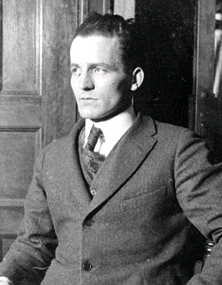
Thomas J. Watson (1917)

Am 1. Mai 1914 wurde Watson zuerst Generalbevollmächtigter der erst seit drei Jahren bestehenden Computing-Tabulating-Recording Company, 1915 wurde er auch zu ihrem Präsidenten. Bei seinem Gehalt handelte er eine Provision von fünf Prozent des Gewinns nach Steuern und Dividenden aus, was ihn später zum bestbezahlten Manager in den USA machte (zur Zeit der Weltwirtschaftskrise verdiente er 1000 $ pro Tag). Als er die Aufgabe übernahm, hatte die Firma weniger als 400 Mitarbeiter. Inzwischen Präsident der CTR, benannte Watson 1924 die Gesellschaft in International Business Machines Corporation um. Watson machte IBM durch systematisches Ausschalten der Konkurrenz sowie durch patentierte Weiterentwicklungen und Verbesserungen der Hollerith-Maschinen zum Quasimonopolisten der Lochkartentechnik. Dies veranlasste bereits 1932 die US-Regierung ein erstes Anti-Trust-Verfahren einzuleiten, um zu versuchen, das Monopol der IBM bei Herstellung und Verkauf von Lochkarten zu beseitigen. 1952 folgte ein weiteres Verfahren. Zu jener Zeit besaß IBM 90 Prozent aller Tabelliermaschinen in den USA, die nur vermietet aber nicht verkauft wurden.
Watson sah es als wichtigen Teil seiner Aufgabe an, die Außendienstler zu motivieren. Als Teil davon ließ er seine Verkäufer regelmäßig zu gemeinsamen Gesangsveranstaltungen zusammenkommen (siehe unter Weblinks das IBM-Liederbuch).
Sein ganzes Leben lang hatte Watson großes Interesse an internationalen Beziehungen. Er übernahm für IBM den Slogan „Weltfrieden durch Welthandel“, arbeitete intensiv mit der Welthandelskammer zusammen und wurde 1937 zu ihrem Präsidenten gewählt. Viele Jahre lang war er als Treuhänder für die Columbia University und das Lafayette College tätig. Er erhielt 27 Ehrendoktorwürden von US-amerikanischen Universitäten und vier weitere aus anderen Ländern.
Seine internationalen und politischen Aktivitäten hatten vor allem das Ziel maximalen Profits. Er unterstützte Franklin D. Roosevelt 1932 mit großzügigen Spenden im Wahlkampf und pflegte einen intensiven Kontakt mit ihm. Er äußerte aber auch seine höchste Wertschätzung und Sympathie für Adolf Hitler. 1937 erhielt Watson den Deutschen Adlerorden mit Stern von diesem für seine Weigerung, sich dem Boykott gegen Deutschland anzuschließen, und seine Bereitschaft, den Welthandelsgipfel in Deutschland zu veranstalten. Nach Ausbruch des Zweiten Weltkrieges gab Watson im Juni 1940 die Medaille zurück. Durch die deutsche Tochtergesellschaft Dehomag machte IBM während des Dritten Reiches profitträchtige Geschäfte mit dem späteren Kriegsgegner der USA. Was Watson, der immer sehr gut über seinen Konzern informiert war und viele Kleinigkeiten persönlich regelte, in dieser Zeit über die Verwendung der vermieteten Lochkartensortiermaschinen, insbesondere beim Organisieren des Holocausts, wusste, ist bis heute nicht eindeutig geklärt.
Im September 1949 wurde Watson zum Vorsitzenden der IBM ernannt. Einen Monat vor seinem Tod übergab er die Leitung der Firma an seinen Sohn Thomas. Zum Zeitpunkt seines Todes lebte Watson in Manhattan. Er wurde auf dem Sleepy Hollow Friedhof in New York begraben. Das Watson Escarpment in der Antarktis ist nach ihm benannt. Das IBM-Forschungszentrum heißt nach ihm und seinem Sohn Thomas J. Watson Research Center.

## Zugeschriebenes Zitat
Watson wird oft folgendes Zitat zugeschrieben: „Ich glaube, dass es auf der Welt einen Bedarf von vielleicht fünf Computern geben wird.“ Er soll diesen Satz 1943 gesagt haben, es gibt jedoch keine Belege dafür. Ebenfalls ohne Beleg stand im Spiegel vom 26. Mai 1965: „IBM-Chef Thomas Watson hatte zunächst von den neuen Geräten nichts wissen wollen. Als in den frühen fünfziger Jahren die ersten Rechenungetüme für kommerzielle Nutzung auftauchten, die mit ihren Tausenden von Röhren ganze Zimmerfluchten füllten und unerträgliche Hitze entwickelten, schätzte Watson den Bedarf der US-Wirtschaft auf höchstens fünf Stück.“